# Nocerina 1910
Associazione Sportiva Dilettantistica Nocerina 1910 – włoski klub piłkarski, mający swą siedzibę w Nocera Inferiore (Kampania). Klub powstał w 1910 roku. Obecnie występuje w Serie C2. Zespół nie odniósł w historii większych sukcesów, trzykrotnie występował w Serie B - w sezonach 1947/48, 1978/79 i 2011/12.

## Barwy zespołu
Klubowe barwy Noceriny to czerwony i czarny. W sezonie 2006/07 gracze występują w koszulkach w czerwono-czarne pasy i czerwonych spodenkach.

## Stadion
Klub rozgrywa swoje spotkania na miejskim stadionie San Francesco d'Assisi. Obiekt, wybudowany w roku 1970, posiada 12 000 miejsc, w tym 6 000 pod dachem.

## Najważniejsze daty
| - 1 stycznia 1910 - założenie klubu - 1921 - udział w 2. Dywizji Mistrzostw Narodowych - 1928/29 - zwycięstwo w 1. Dywizji Ligi Południowej Mistrzostw Narodowych, 5. miejsce w grupie półfinałowej - 1945/46 - 5. miejsce w Serie C, strefa południowa, grupa D - 1946/47 - zwycięstwo w swojej grupie Serie C, awans do Serie B po turnieju finałowym - 1947/48 - 12. miejsce w Serie B, spadek - 1949/50 - 16. miejsce w Serie C (gr. D), spadek do rozgrywek amatorskich - 1953/54 - 15. miejsce w Serie IV (gr. G), spadek - 1957/58 - 13. miejsce w Serie IV (gr. H), spadek - 1961/62 - 1. miejsce w Campionato Promozione, awans do Serie D, mistrzostwo Włoch amatorów: w finale Nocerina - Sant'Elpido 3:2 - 1972/73 - 1. miejsce w Serie D (gr. F), awans - 1977/78 - 1. miejsce w Serie C (gr. D), awans po barażu do Serie B - 1978/79 - 18. miejsce w Serie B, spadek do Serie C1 - 1982/83 - 18. miejsce w Serie C1 (gr. B), spadek - 1983/84 - 2. miejsce w Serie C2 (gr. D), awans | - 1984/85 - 18. miejsce w Serie C1 (gr. B), spadek - 1985/86 - 1. miejsce w Serie C2 (gr. D), awans - 1987/88 - 15. miejsce w Serie C1 (gr. B), spadek po barażu, wykluczenie z profesjonalnych rozgrywek - 1988/89 - 1. miejsce w Campionato Promozione (region Kampanii, gr. B), awans - 1990/91 - 13. miejsce w lidze międzyregionalnej (gr. L), spadek - 1992/93 - 1. miejsce w Campionato Eccelenza (region Kampanii, gr. B), awans po barażu - 1993/94 - 2. miejsce w Campionato Nazionale Dillettanti (gr. H), awans - 31 lipca 1994 - powrót do ligi zawodowej - 1994/95 - 1. miejsce w Serie C2 (gr. C), awans - 1995/96 - 3. miejsce w Serie C1 (gr. B), porażka w barażach o awans do Serie B - 1996/97 - porażka z Juventusem w 1/8 finału Pucharu Włoch - 2001/02 - spadek do Serie C2 - 2009/10 - awans do Serie C1 (mimo 13.miejsca w Serie C2) - 2010/11 - awans do Serie B - 2011/12 - spadek do Lega Pro Prima Divisione |

## Ostatnie 10 sezonów
| Sezon   | Poz. | Liga         | Uwagi                                                                    |
| ------- | ---- | ------------ | ------------------------------------------------------------------------ |
| 1996/97 | 15.  | Serie C1 (B) | utrzymanie po barażach                                                   |
| 1997/98 | 4.   | Serie C1 (B) | porażka w finale baraży o awans                                          |
| 1998/99 | 6.   | Serie C1 (B) | -                                                                        |
| 1999/00 | 8.   | Serie C1 (B) | -                                                                        |
| 2000/01 | 15.  | Serie C1 (B) | spadek po barażach, przywrócenie wskutek przesunięć klubów między ligami |
| 2001/02 | 16.  | Serie C1 (B) | spadek po barażach                                                       |
| 2002/03 | 3.   | Serie C2 (C) | porażka w barażach o awans                                               |
| 2003/04 | 9.   | Serie C2 (C) | -                                                                        |
| 2004/05 | 17.  | Serie C2 (C) | utrzymanie po barażach                                                   |
| 2005/06 | 13.  | Serie C2 (C) | -                                                                        |